# Партизанский (мыс)
Партизанский — слабовыраженный мыс в восточной части Южного берега Крыма. Расположен в Капсихорской бухте к востоку от Башенного и Генуэзского мысов и к западу от мыса Ай-Фока около села Морское.

## Описание
С Партизанского мыса в сторону Судака видны мысы Ай-Фока, Чикен, Меганом; в сторону Алушты — заказник Аунлар, Башенный мыс и главная гряда Крымских гор, завершаемая Аю-Дагом. От Капсихорской долины мыс отделён региональной автодорогой 35К-005 Алушта — Феодосия и урочищем Аунлар. В природном отношении мыс принадлежит к восточной части Крымского Субсредиземноморья, расположен на южном макросклоне Главной гряды Крымских гор и относится к оползневому побережью.
Получил название в память высадки морских десантов А. В. Мокроусова 17 августа 1920 и И. Д. Папанина 10 ноября 1920 года с подкреплениями для Крымской повстанческой армии.

## Геологические особенности
В геологическом строении побережья, включающем Партизанский мыс, участвует комплекс автохтонных пород таврического (T3-J1) и среднеюрского (J2) флиша, обнажившихся в ходе альпийских горообразовательных движений, когда южное крыло мегантиклинория Горного Крыма было погружено под уровень Чёрного моря. Доминирующими породами в эскиординском флише являются аргиллиты — тёмно-серые, слегка коричневатые или зеленоватые, иногда почти чёрные, довольно слабо метаморфизированные. Алевролиты играют подчинённую по мощности роль, образуя прослои толщиной от нескольких сантиметров до 1 метра, неравномерно распределённые среди глинистых пород.
На участке приморского склона между мысами Башенным и Ай-Фока южнобережный меланж состоит из глыб (кластолитов) триас-нижнеюрского возраста, сложенных перемятыми слоями песчаников, аргиллитов и алевролитов. В матриксе и на поверхности кластолитов развиты мелкие щётки гидротермального кварца, горного хрусталя, а также алуштит, цеолиты и другие минералы c температурой образования 200—240°С.
Мыс имеет ярко выраженный оползневый рельеф, обусловленный характерными для оползневого рельефа южного склона горы Хады-Бурун формами: оползневыми цирками (оползневыми уступами), оползневыми блоками (деляпсий) и оползневыми террасами, выдвинутыми в сторону моря.
Партизанский оползень выявлен в 1960-х годах и относится ко второму по величине оползню в Капсихорской бухте после Генуэского, имеет фронтальную форму. Длина Партизанского оползня вдоль моря составляет 600—700 метров, средняя мощность оползневых отложений 30-40 метров. Партизанским оползнем сформирована оползневая система, где наряду с оползнями-потоками разных порядков смешиваются огромных размеров оползни-блоки пород таврического флиша (T3-J1).

## История

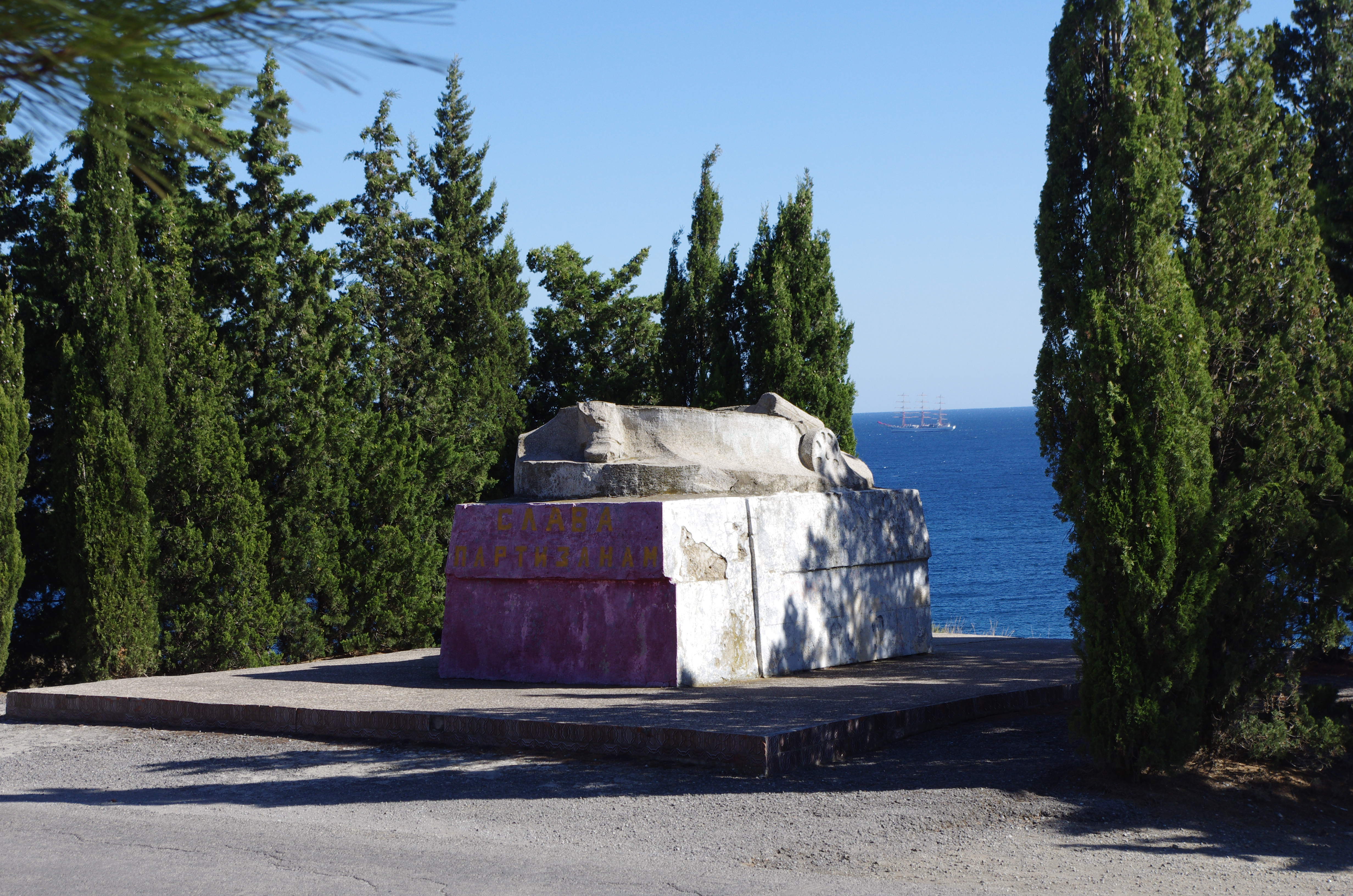
Памятник морскому десанту

17 (4) августа 1920 десант в составе 11 человек под командованием А. В. Мокроусова высадился в Капсихоре с оружием и деньгами для организации партизанского движения, и уже через неделю, сформировав на основе разрозненных отрядов красно-зелёных партизан Крымскую повстанческую армию, он начал действий против войск Русской армии П. Н. Врангеля. В октябре его заместитель И. Д. Папанин, будущий советский исследователь Арктики, был направлен к М. В. Фрунзе за помощью, кружным путём был сначала переправлен контрабандистами в Трапезунд, а затем в Новороссийск. 9-10 ноября 1920 года Иван Папанин возвратился в Карпсихор на кораблях «Рион» и «Шохин» и катере-истребителе «Ми-17» с отрядом из 50 моряков, при этом в освобождении Капсихора также участвовали местные жители. Через 6 дней в ходе Перекопско-Чонгарской операции Крым был освобожден от войск Врангеля, Крымская повстанческая армия при этом успела нанести удары по отступавшей к портам коннице генерала И. Г. Барбовича.
В Российской Федерации охраняется под названием Место высадки партизанской группы А. В. Мокроусова  Объект культурного наследия народов РФ регионального значения. Рег. № 911710937880005 (ЕГРОКН)
Адрес в реестре: село Морское, 2 км к западу, на берегу моря. Памятник 1978 года, фигура моряка с маузером, который тянет пулемёт Максима. Он был разрушен вандалами в 1990-е годы, сохранился только постамент и ноги фигуры. Народное название — Памятник башмакам.

## Галерея

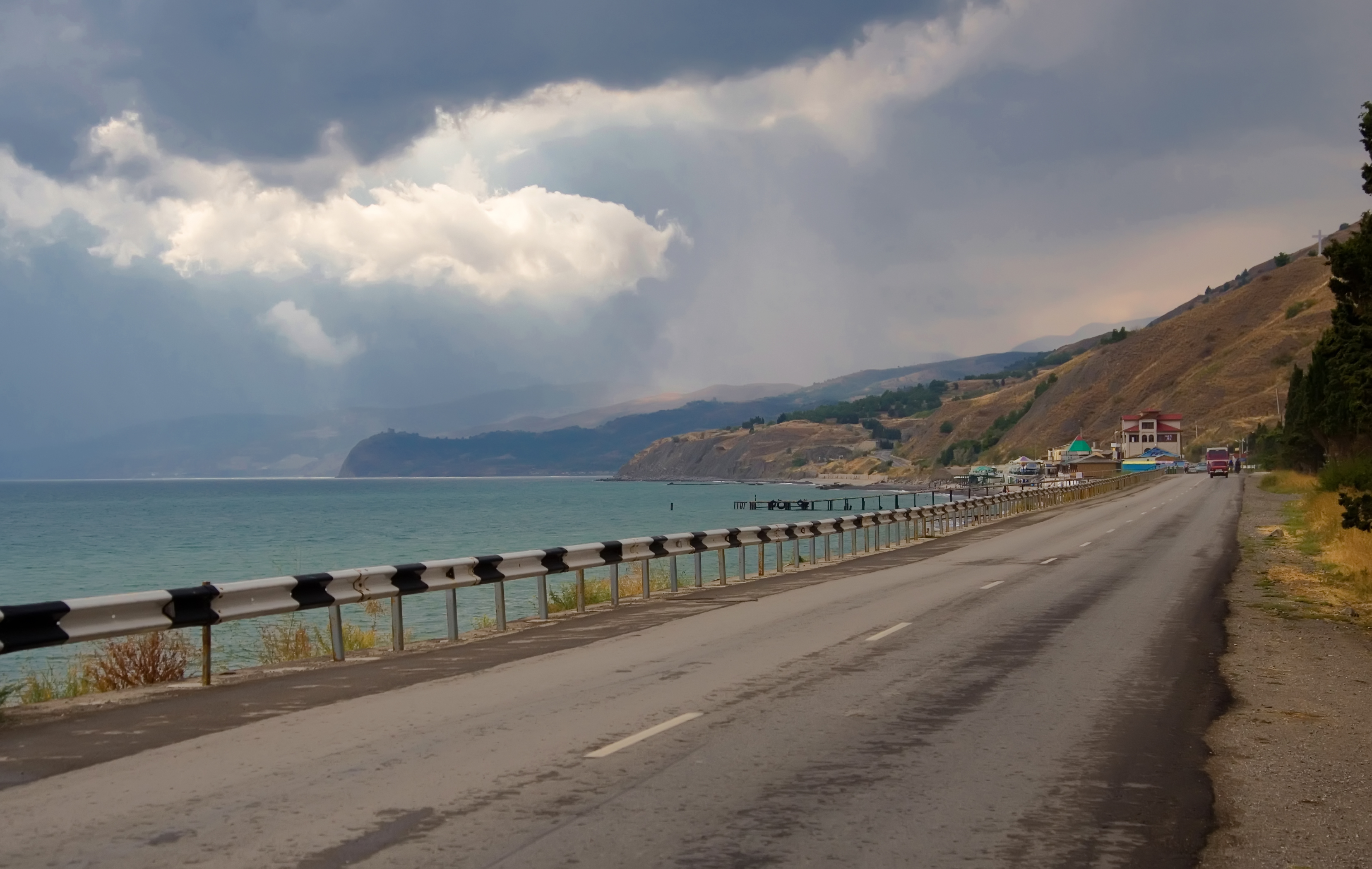
Партизанский мыс со стороны автодороги Судак — Алушта
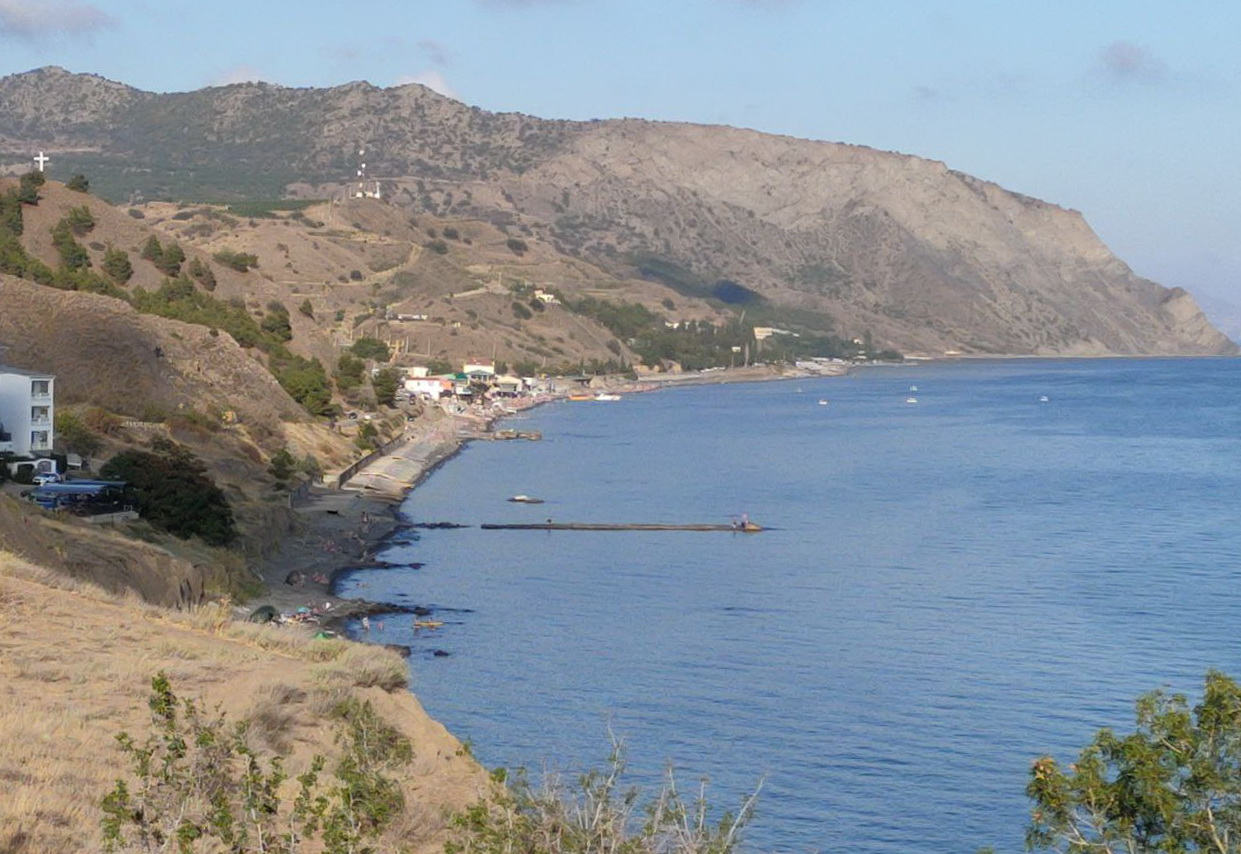
Капсихорская бухта, село Морское и мыс Ай-Фока со стороны Партизанского мыса
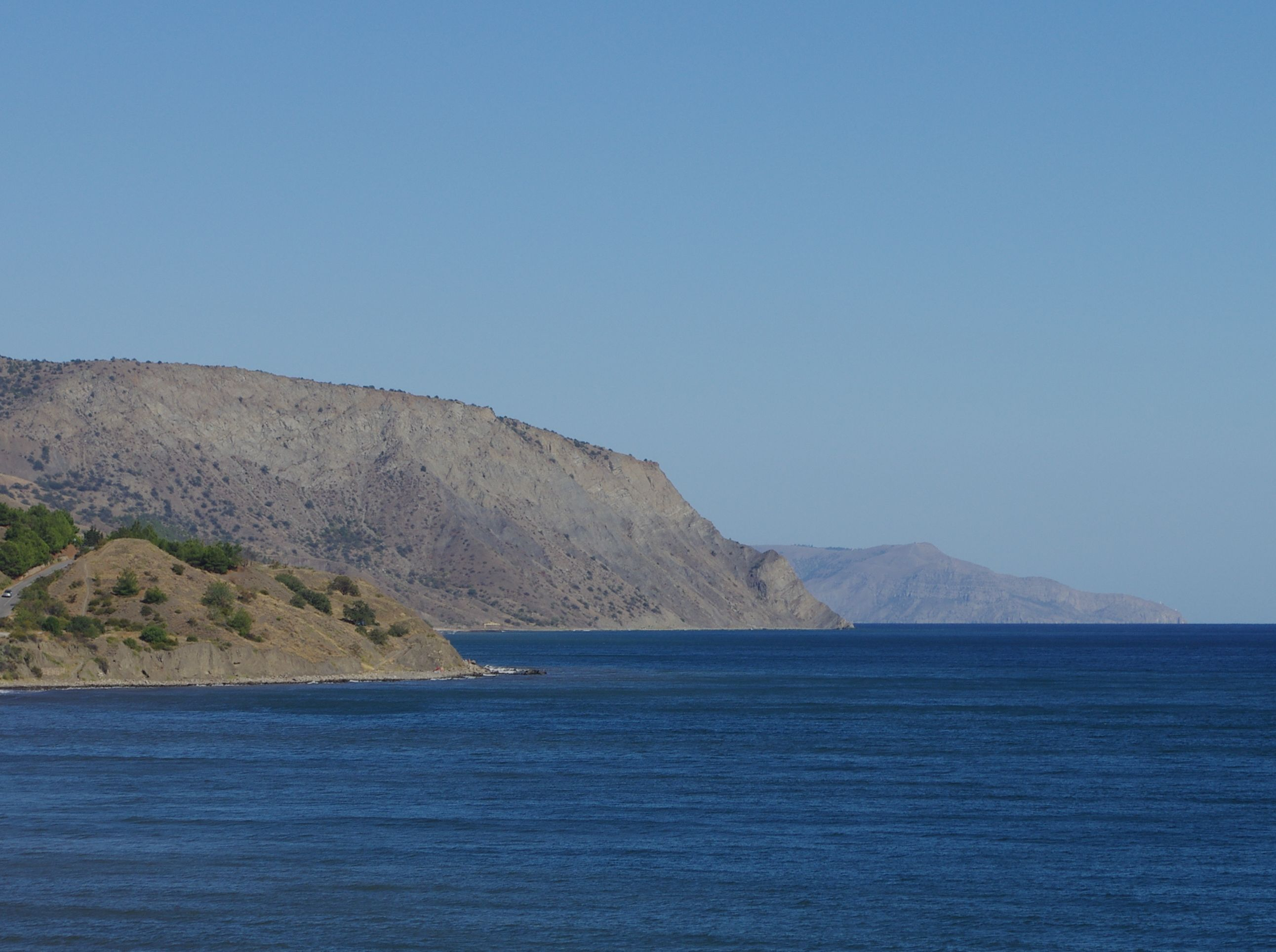
Мысы Партизанский, Ай-Фока, Алчак
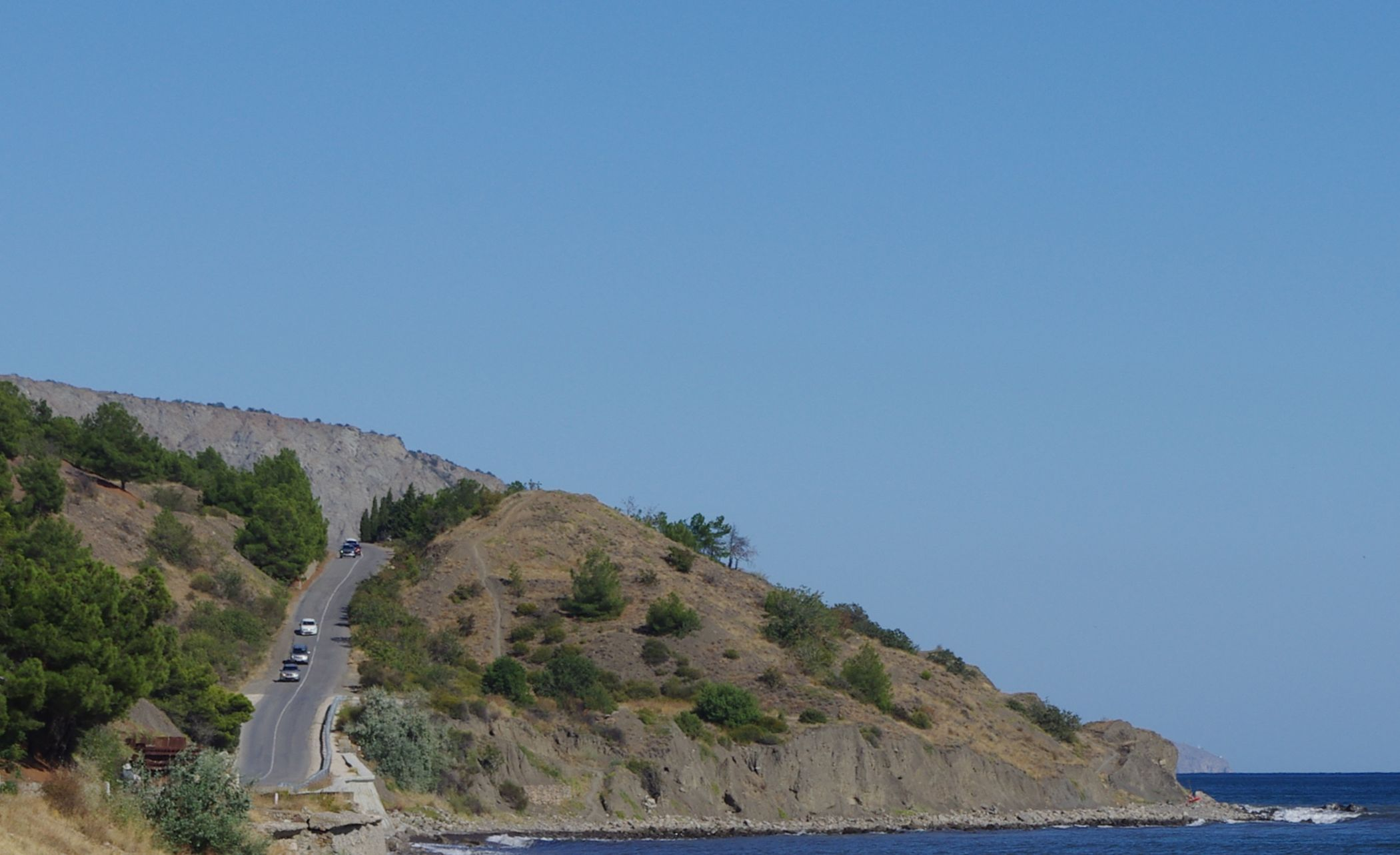
Партизанский мыс со стороны автодороги Судак — Алушта
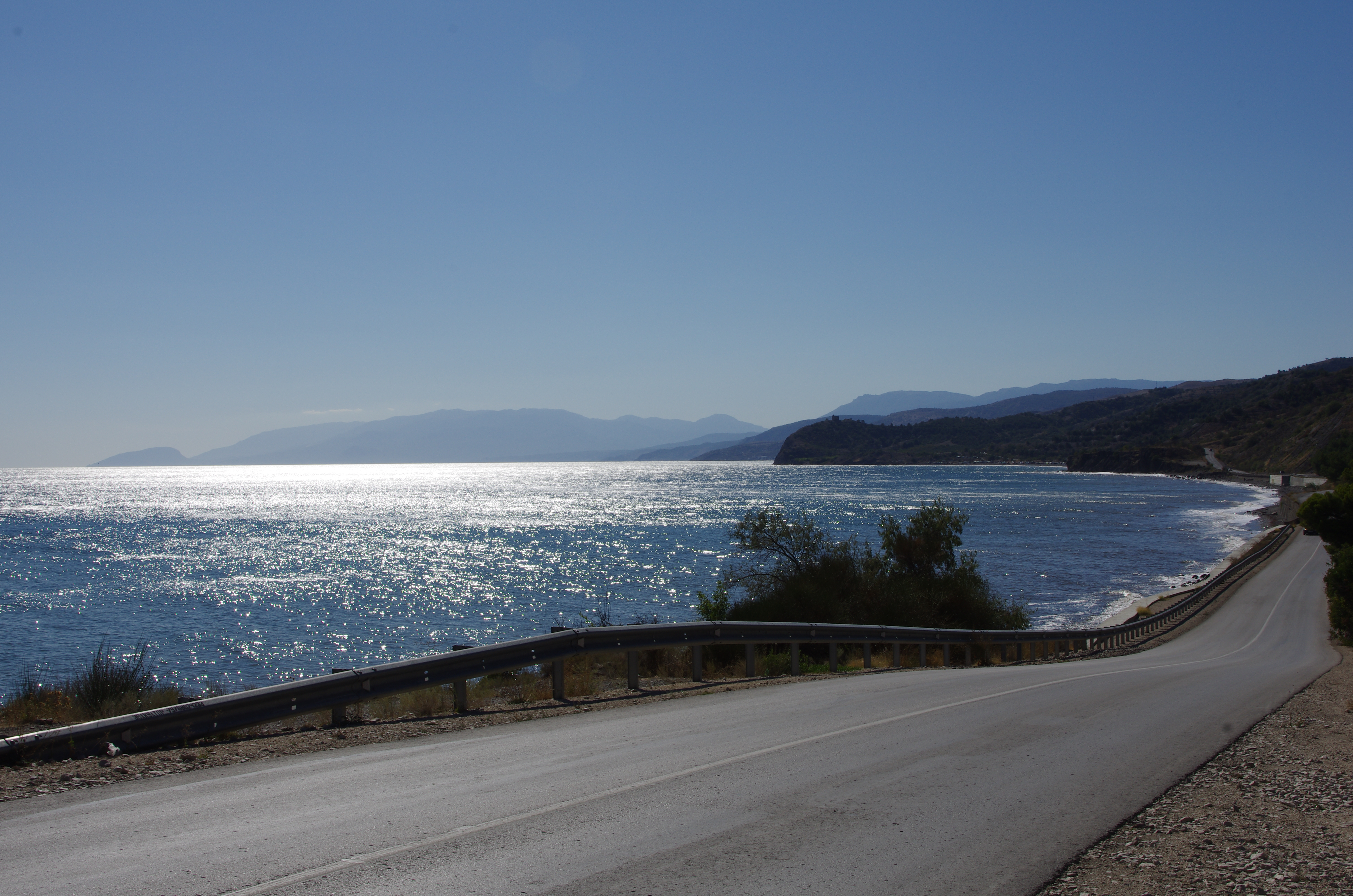
дорога 35К-005, Башенный мыс и Чобан-Куле